# 黑瑪瑙巡迴演唱會
黑玛瑙巡回演唱会（英语：The Onyx Hotel Tour），是美国女歌手布兰妮·斯皮尔斯的第5个个人音乐会，用以宣传自己的第4张录音室专辑《流行禁区》。巡演于2003年12月正式宣布着手安排，原计划命名为“In the Zone Tour”，但布兰妮被告侵权使用该名称。布兰妮称自己希望创建一个酒店主题的演出，并加以黑玛瑙石的概念，因此最终改为现名。巡演的舞台由百老匯劇院为灵感设计，较之前几次巡演更为简单。表演曲目大多取自专辑《流行禁区》，也有部分前几张专辑的歌曲经过改编重新在此次巡演中表演。巡演的宣传商Clear Channel娱乐希望将巡演面向更多成人关注，赞助商MTV于许多电视节目和官方网站大力宣传了此次巡演。
巡演共分为7个部分：“Check-In”、“Mystic Lounge”、“Mystic Garden”、“The Onyx Zone”、“Security Cameras”、“Club”和安可表演。“Check-In”展现了开房和热舞主题。“Mystic Lounge”以布兰妮早期热门歌曲的混音版本致敬了卡巴莱歌舞表演。“Mystic Garden”则展现了丛林主题的舞台。“The Onyx Zone”以特技表演演唱了一些抒情歌曲。“Security Cameras”是演出的高潮部分，在表演中，布兰妮和伴舞模拟了性交时不同的体位。“Club”展现了城市主题。安可表演中，布兰妮身穿红色衣服热舞演出。巡演获得了褒贬不一的评价。
黑玛瑙巡回演唱会获得了商业成功，总计获得了3400万美元的票房。3月，布兰妮因膝盖伤被迫推迟两场演出。6月，布兰妮在拍摄《肆無忌憚》音乐录像带再次弄伤了膝盖，使余下的演出全部取消。2005年，布兰妮状告保险公司要求对巡演的取消给予赔偿。娛樂時間電視網以“Britney Spears Live From Miami”为名于2004年3月28日在迈阿密美國航空球場现场直播了巡演的该场次表演。巡演的幕后花絮于真人实镜秀《混乱天堂》播出。

## 曲目列表

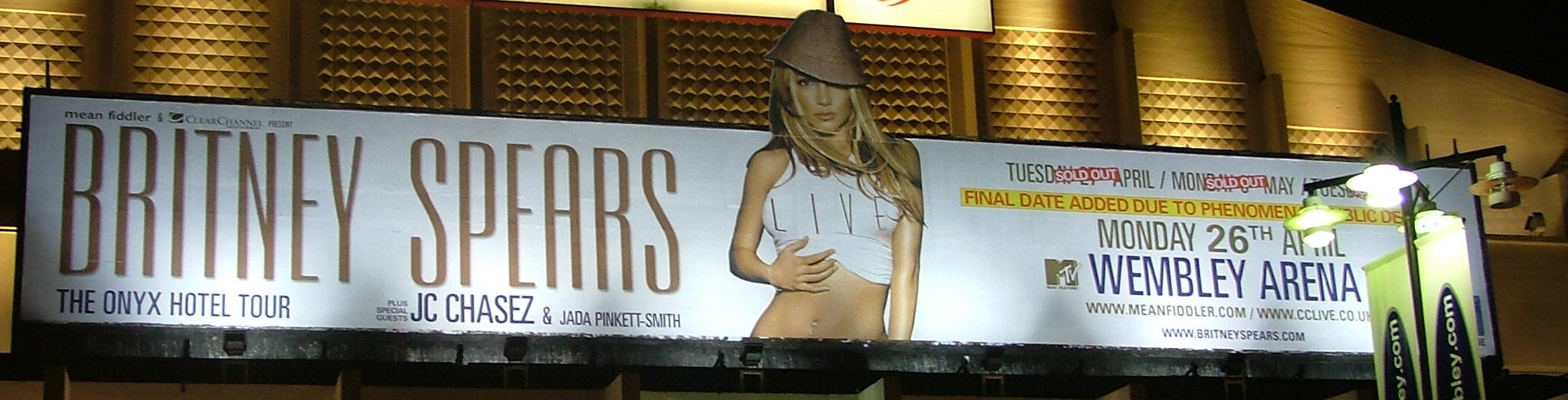
巡演的宣传图。

1. "Check-In" (Performance Introduction)
2. "Toxic"
3. "Overprotected" (The Darkchild Remix)
4. "Boys" (The Co-Ed Remix) 与 "Boys" 专辑版混合表演
5. "Showdown"
6. "Mystic Lounge" (Video Interlude)
7. "...Baby One More Time" (Jazz Version)
8. "Oops!... I Did It Again"
9. "(You Drive Me) Crazy"
10. "Mystic Garden" (Video Interlude)
11. "Everytime"
12. "The Hook Up"
13. "I'm a Slave 4 U"
14. "The Onyx Zone" (Video Interlude)
15. "Shadow"
16. "Security Cameras" (Video Interlude)
17. "Touch of My Hand"
18. "Breathe on Me"
19. "Outrageous"
20. "Club" (Performance Interlude)
21. "(I Got That) Boom Boom"
22. "Check-Out" (Video Interlude)
23. "Me Against the Music" (Rishi Rich's Desi Kulcha Remix)